# Kassam Stadium
Le Kassam Stadium est une enceinte sportive anglaise accueillant des matches de football et de rugby à XV.
Localisée à Oxford, à l'ouest de Londres, c'est une arène de 12 500 places utilisée par l'équipe de football d'Oxford United et celle de rugby à XV des London Welsh.

## Histoire
Le 7 juin 1995, les dirigeants d'Oxford United annoncent le remplacement du vieux Manor Ground (en) par un stade plus moderne. Le stade est inauguré le 4 août 2001 lors d'une rencontre amicale de football entre Oxford United et Crystal Palace.
Il accueille deux finales du Challenge européen en 2002 et 2005 (victoires de Sale à chaque fois).
Il accueille aussi la finale du Bouclier européen le 23 mai 2005 opposant Auch à Worcester (victoire d'Auch 23 à 10). Le 16 mai 2012, les London Welsh annoncent leur emménagement au Kassam Stadium après leur promotion en Premiership.

## Galerie

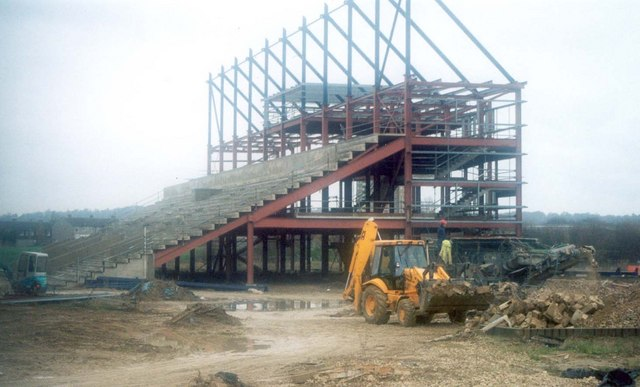
Une des tribunes en construction.
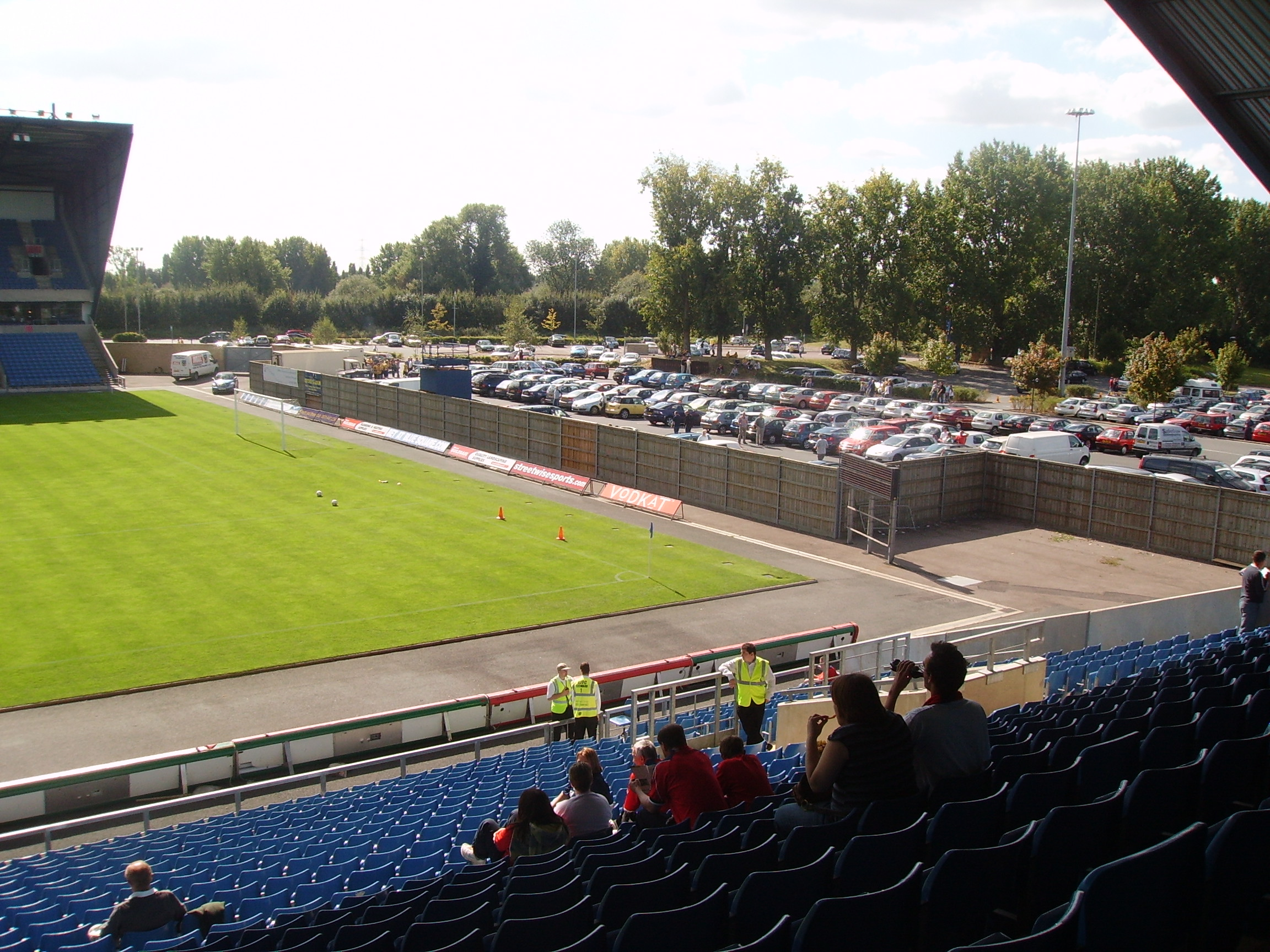
Côté du stade sans tribune.
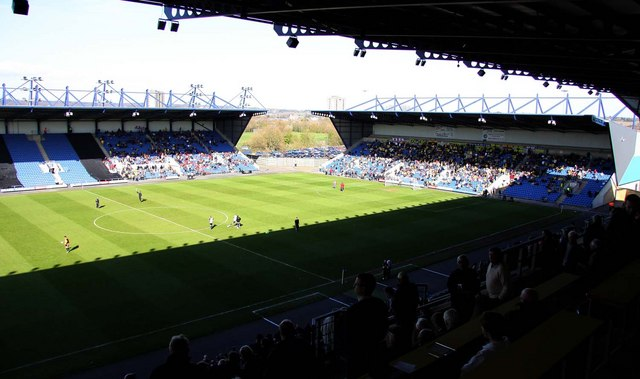
L'autre côté du stade.
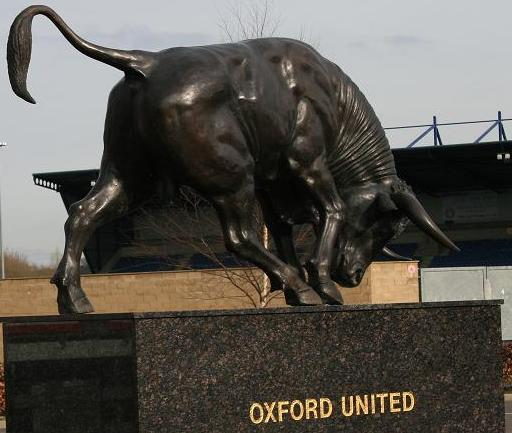
Une statue en bronze aux abords du stade.